# 文人三才

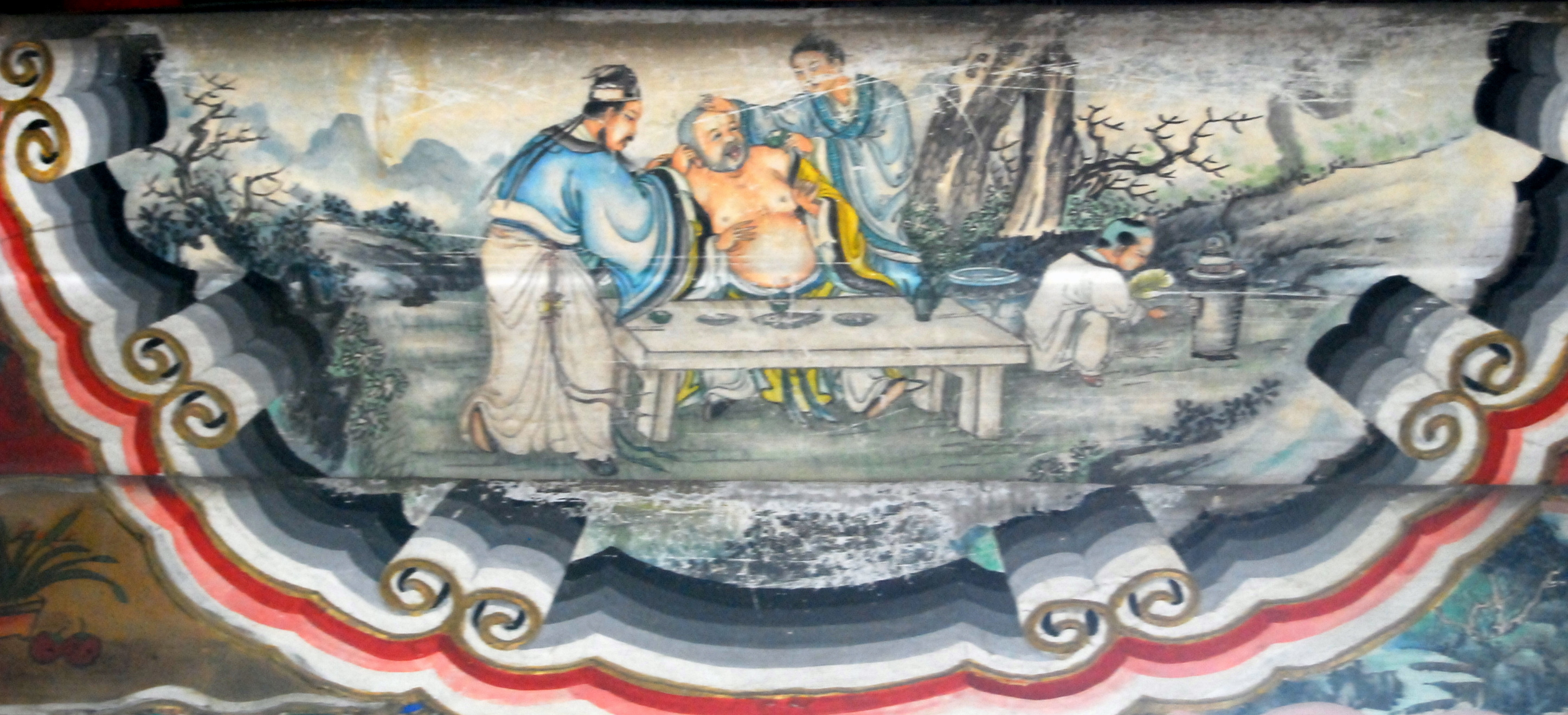
颐和园长廊彩绘之文人三才，描绘三个人一起饮酒进食的场面

文人三才或文人三酸是指中国宋朝三位文学家：苏轼、佛印和黄庭坚（一说秦观）。
清代画家王素曾在《文人三酸图》中的题跋中说，佛印有三才（指面相好），与苏轼和黄庭坚友好。一日过访，佛印说，我有桃花醋很好吃。三人拿出来品尝，酸的直皱眉，被时人称为三酸。后来由于三人都享有文学上的盛名，民间也称之为“文人三才”。